# Тешинський договір
Тешинський договір 1779 — мирна угода, укладена 13 травня 1779 року між Австрією та Королівством Пруссія, якою завершилась Війна за баварську спадщину прусського короля Фрідріха II проти Габсбурзької монархії. У цьому протистоянні, як збройно, так і політично, брали участь також інші європейські країни (Франція, Іспанія, Росія).
У травні 1779 Катерина II, яка відмовила Пруссії у військовій допомозі, змусила супротивників розпочати в Тешині мирні переговори.

## Передісторія
Поштовхом до війни стала смерть бездітного курфюрста Баварії Віттельсбах Максиміліана III у 1777 році, Імператор Габсбургів Йосиф II прагнув отримати більшу частину курфюрства Баварії та Верхнього Пфальца, ґрунтуючись на своєму шлюбі з сестрою покійного курфюрста Марією Йозефою, яка померла у 1767 р.
Прямим спадкоємцем Максиміліана був його дальній родич граф Палатин і курфюрст Карл Теодор (1724—1799), згідно з попередніми угодами про правонаступництво між баварською та пфальцькою гілками династії Віттельсбахів. Карл Теодор підтримав угоду з імператором Йосипом II, яка дозволила б йому придбати частину Австрійських Нідерландів в обмін на частину його баварської спадщини. З 16 січня 1778 австрійські війська ввійшли в нижньобаварські землі Штраубінга. Зрештою, обидві сторони передбачали повний обмін баварських земель на австрійські Нідерланди, але остаточні деталі так і не були укладені договором через втручання ззовні.
У Карла Теодора також не було законних спадкоємців, тому його майбутнім наступником був його двоюрідний брат Палатин, герцог Карл II Август Цвайбрюккенський. Карл Август заперечував проти угоди, яка позбавляла б його баварської спадщини; він звернувся до імператорського сейму в Регенсбурзі . Його справу підхопили прусський король Фрідріх Великий, який не погоджувався на будь-яке збільшення австрійської території, і Саксонія, чия виборча палата Веттінів одружилася з сім'єю Віттельсбахів і тому мала алодальні претензії на частину спадщини.
Війна за баварську спадщину почалася з вторгненням прусської армії до Богемії 5 липня 1778 року, після того як Австрія та Пруссія не змогли домовитися про вирішення своїх розбіжностей. Через труднощі з постачанням військ війна зайшла в глухий кут: пруссаки не змогли просунутися далеко в чеські землі, а австрійці не хотіли вторгнутися в Саксонію або Пруссію. Частково це сталося тому, що імператриця Марія Тереза (мати Йосипа II і його співправителька як королева Богемії та ерцгерцогиня Австрії) рішуче виступила проти війни після того, як стало зрозуміло, що глухий кут переважав. Вона посилала мирні ініціативи королю Пруссії Фрідріху II і змусила свого сина прийняти посередництво Франції та Росії. Мир настав за ініціативи російської імператриці Катерини II і був гарантований як Росією, так і Францією.

## Договір
Угода передбачала, що Габсбурзьке ерцгерцогство Австрії отримає баварські землі на схід від річки Інн як компенсацію,, регіон, який тоді називався «Інфіртель», що простягався від принц-єпископства Пассау до північного кордону архієпископства Зальцбурга. Одна з вимог полягала в тому, щоб Австрія визнала претензії Пруссії на франконські маркграфства Ансбах і Байройт, якими керував особистою унією маркграф Крістіан Олександр з дому Гогенцоллернів. Пруссія остаточно придбала обидва маркграфства в 1791 році. Курфюрство Саксонії отримало від Баварії суму в шість мільйонів гульденів (флоринів) в обмін на свої претензії на спадщину.
Зі приходом на посаду курфюрста Карла Теодора курфюрства Баварії та Рейнського графства (тобто території Рейнського Пфальца та Верхнього Пфальца) перебували під об'єднаною владою дому Віттельсбахів. Їхні голоси виборців були об'єднані в один за положенням у попередньому Вестфальському договорі 1648 року, тим самим зменшивши кількість виборців у Священній Римській імперії до восьми. Інфіртель, за винятком короткого часу під час наполеонівських воєн, залишився у Верхній Австрії до сьогодні.

## Наслідки
У 1785 році син Марії Терезії і наступник, імператор Австрії Йосип II зробив ще одну спробу приєднати баварські землі до володінь Габсбургів і навіть уклав контракт з курфюрстом Карлом Теодором про обмін на австрійські Нідерланди . Однак Йосип II знову не погодився на повний обмін всіма провінціями в австрійських Нідерландах, і угода провалилася на тлі мовчазної опозиції Франції та відкритої прусської ворожості, а король Пруссії Фрідріх II підняв опозицію з боку Fürstenbund, асоціації кількох імператорських князів. Після війни за австрійську спадщину, Австрія та Пруссія мали тривале суперництво за панування в Центральній Європі до 1866 року, яке в німецькій мові називалося Deutscher Dualismus (німецький дуалізм).